# Geria indistincta
Geria indistincta là một loài bướm đêm trong họ Noctuidae.